# Victoria Kaspi
Victoria Michelle Kaspi, detta Vicky (Austin, 30 giugno 1967), è un'astrofisica canadese, professoressa alla McGill University.
Le sue ricerche riguardano in particolare il campo delle stelle di neutroni e delle pulsar.

## Biografia
Nata ad Austin, in Texas, Kaspi si è trasferita in Canada con i suoi genitori quando aveva sette anni. Ha studiato fisica alla McGill University conseguendo la laurea di primo livello nel 1989; ha poi proseguito gli studi alla Princeton University conseguendo nel 1991 la laurea di secondo livello e nel 1993 il dottorato, sotto la supervisione di Joseph Taylor. Nel 1994 è stata Higgins Instructor a Princeton. Ha poi lavorato al Caltech, al Jet Propulsion Laboratory come Hubble Postdoctoral Fellow (dal 1994 al 1996) e al Massachusetts Institute of Technology (1997) prima di essere assistente professore alla McGill University. È diventata professoressa associata nel 1999 e ha ottenuto nel 2006 la cattedra di professore di astrofisica Lorne Trottier. È anche membro del Canadian Institute for Advanced Research.

## Attività di ricerca
Studia le stelle di neutroni e le loro varie manifestazioni (pulsar, magnetar) utilizzando, tra l'altro, diversi telescopi spaziali a raggi X (Chandra, Rossi, XMM-Newton, Swift, NuSTAR) e radiotelescopi come quello di Arecibo, il Green Bank Telescope e l'esperimento canadese di mappatura dell'intensità dell'idrogeno.
Le osservazioni di Kaspi della pulsar associata al resto di supernova G11.2–0.3 nella costellazione del Sagittario, utilizzando Chandra, hanno mostrato che la pulsar si trovava al centro preciso del resto della supernova che era stata osservata nel 386 d.C. dai cinesi. Si è trattato della seconda pulsar ad essere associata a un resto di supernova dopo quella nella Nebulosa del Granchio. I suoi studi rafforzarono notevolmente l'ipotesi che esistesse una relazione tra pulsar e supernove. Inoltre, misero in discussione i precedenti metodi di datazione delle pulsar in base alla loro velocità di rotazione, che attribuivano alla pulsar un'età 12 volte maggiore di quella della supernova.
La ricerca di Kaspi con il Rossi X-ray Timing Explorer ha mostrato che i soft gamma repeater, sorgenti astronomiche di lampi di raggi gamma irregolari, e le pulsar anomale a raggi X, pulsar a lenta rotazione con elevati campi magnetici, potrebbero entrambi essere spiegati come magnetar.
Ha partecipato alla scoperta della pulsar rotante più veloce conosciuta fino ad oggi, PSR J1748-2446ad nella costellazione del Sagittario con 716 rivoluzioni al secondo, e ha scoperto la seconda magnetar conosciuta nella nostra galassia. La sua osservazione a lungo termine di questa magnetar (prima con il telescopio Rossi e poi con il telescopio a raggi X Swift) nella costellazione di Cassiopea ha mostrato nel 2012 un sorprendente rallentamento della rotazione (da lei chiamato anti-glitch) associato ad un lampo di raggi X. Si ritiene che la causa sia la rottura della crosta della stella di neutroni, con il rilascio di sacche di liquido che ruotano più lentamente rispetto alla crosta rigida. Ha anche intrapreso test di precisione della teoria della relatività generale in un sistema stellare binario composto da due pulsar orbitanti l'una attorno all'altra e ha contribuito a scoprire ammassi stellari con un'alta concentrazione di pulsar,  e (usando il Green Bank Telescope) il "riciclo cosmico" di una pulsar lenta che ruota in una pulsar millisecondo molto più veloce.

## Vita privata
È sposata con David Langleben, cardiologo al McGill e capo della cardiologia del Jewish General Hospital di Montreal. La coppia  ha tre figli.

## Premi e riconoscimenti
- 1998 - Premio Annie Jump Cannon per l'astronomia dell'American Astronomical Society
- 2004 - Medaglia Herzberg dell'Association canadienne des physiciens et physiciennes[5]
- 2006 - Prix Steacie[14]
- 2006 - Medaglia commemorativa Rutherford della Société Royale du Canada
- 2009 - Prix Marie-Victorin[1][2]
- 2010 - Fellow della Royal Society di Londra[15]
- 2010 -  Medaglia John C. Polanyi[16]
- 2016 - Prima donna a guadagnare la medaglia d'oro Gerhard-Herzberg nelle scienze in Canada[17]
- 2019 - Inclusa tra le 21 donne eccezionali di Montreal che si sono distinte nel campo sociale, scientifico e culturale.[18]
- 2019 - Top 10 Nature[19]